# 有ののへや
有ののへや（ありののへや）は、EMPOT内インターネットTVのネット対戦ゲーム『スカッとゴルフ パンヤ』を扱った番組。主な出演者はよゐこの有野晋哉。部屋から一歩も出ない、がコンセプト。
しかし、パンヤ自体は1コーナーに登場するだけで、番組全体は司会の有野とゲストであるアイドルのトークが中心。また、2007年2月1日から動画サイト「ミランカ」において、無料再放送が行なわれていた（現在は終了）。
スピーカー音声は左右で違い、左からは有のの部屋音声のみ、右からはスタッフが追加した音楽やSE、ナレーションが出る。

## ゲスト・内容
| #  | アイドル   | 内容                                          | 若手芸人                         |
| -- | ---------- | --------------------------------------------- | -------------------------------- |
| 1  | 富田麻帆   | （副題なし）                                  | 菊地正志（ワンワンニャンニャン） |
| 2  | 小阪由佳   | 有野とコチャとモンブラン                      | 村野俊一（エスケースリー）       |
| 3  | ますきあこ | 第3話「島根の折り紙姫」                       | 川口直哉（だいなお）             |
| 4  | 秦礼子     | 第4話「緑なカードでエエ娘やなぁ～」           | 石垣明日花                       |
| 5  | 小林恵美   | 第5話「開かずのカバンポケット」               | 宮前幸多（パワフルコンビーフ）   |
| 6  | 矢吹春奈   | 第6話「女豹もたじろぐまぁまぁ女」             | 横溝美友紀（あんじ）             |
| 7  | 小向美奈子 | 第7話「行きたくないなぁ ミナゴロウ王国」      | 久保隆司（ヴェートーベン）       |
| 8  | 西田美歩   | 第8話「秘密のあるあるネタ」                   | 兼重清志（パワフルコンビーフ）   |
| 9  | 滝ありさ   | 第9話「愛知娘のふくみ笑い」                   | 佐藤剛（ミラール）               |
| 10 | 高木梓     | 第10話「手作り下田はババアのニオイ」          | 岡山祐児（オーケイ）             |
| 11 | 松嶋初音   | 第11話「やわらかフトモモ イラッとします」     | 春田和幸                         |
| 12 | 小島祥子   | 第12話「予知夢とおションは夜の友」            | 中村摂（タン☆バリーン）          |
| 13 | 島本里沙   | 最終話「ボボ・ボーボー 永遠の若手に Gカップ」 | 濱口優（よゐこ）                 |

## コーナー
- いきなりクエッション7
ゲストのアイドルに、定番の質問をぶつけるコーナー。「お風呂ではどこから洗いますか？」や「一番つらかった仕事は？」など。質問をするのは卓上のクエスチョンスピーカーマシン「カー」（命名#6矢吹春奈）。

- かかってこんかい！
有野の事務所の後輩である若手芸人が「松竹芸能若手芸人」名義のプレイヤーとして、有野が操作する「ありのしんや」と『パンヤ』で3ホール対戦するコーナー。対戦中、若手芸人は背中ごしに写されており、有野に勝利すると有ののへやで顔を出すことができる。撮影場所はマンションの一室にもかかわらず、若手芸人は有ののへやのことを「スタジオ」と呼ぶ。例）「勝って絶対スタジオに行きますよ、兄さん！！」。有野とゲストが、豊富に用意されている衣装からキャラクターや衣装を選ぶところも見所の1つ。ちなみに、#1の時点で有野のキャラクターはアマチュアAレベルで、松竹芸能若手芸人はルーキーEレベル。#7以降ではアイテムのない若手芸人に、プレゼントを贈る殊勝な視聴者が出ている。

- いただきワンパット
社長室にあるイメージのパット練習機に、ゲストが挑戦。失敗すれば視聴者にゲストの鞄から私物をプレゼントするコーナー、かつゲストの鞄をさぐるコーナー。品数も豊富に、魅力あるプレゼントを有野が視聴者のために選んでくれる。パットに成功した場合部屋にあるものを一つ欲しいと自分から主張したゲスト（#5小林恵美、#9滝ありさ）もいた。結果は失敗に終わっている。使えるパターはノーマル、傘、ハリセン、ピコピコハンマー。

- GMのスーパーテクニック講座
有野に白いDVDを送りつけてくるゲームマスター（GM）が、パンヤにおける上級テクニックを披露し、小技を教えてくれる。小技の部分はいつしか生活の小ネタへと形を変えていく。有野との会話はスケッチブックに書いた文字で行う。ゲームマスター要員は固定ではない。

- 萌えろメガネ
視聴者からのハガキに、ゲストが眼鏡をかけて一言アドバイスを送るコーナー。年齢と職業にギャップがある人からの投稿が多く、また、番組開始当初はハガキに宛先を書かなくても届く不思議さも。「（届くように）願ったら叶うんちゃうか」（#5）とのこと。紹介されたハガキの中から1人に、眼鏡をかけたゲストの直筆メッセージ入りポラロイドをプレゼント。

## スタッフ
- ディレクター：浅田靖（D=クラッチ.）
- 構成：鹿児島敏光